# Бакировка
Ба́кировка (укр. Бакирівка) — село в Чернетчинской сельской общине Ахтырского района Сумской области Украины.

## Географическое положение
Село Бакировка находится на левом берегу реки Ворскла,
выше по течению на расстоянии в 2 км расположено село Маракучка (Великописаревский район),
ниже по течению на расстоянии в 1,5 км расположено село Литовка,
на противоположном берегу — село Каменка (Тростянецкий район).
Река в этом месте извилиста, образует много лиманов, стариц и заболоченных озёр.
К селу примыкает лесной массив (сосна, дуб).

## История
- 1685 — первое упоминание о селе[3].

Являлось слободой Кириковской волости Ахтырского уезда Харьковской губернии Российской империи.
Во время Великой Отечественной войны в 1941—1943 гг. село находилось под немецкой оккупацией.
Население по переписи 2001 года составляло человек 366 человек.

## Экономика
- «Бакировское», СООО. Предприятие занимается животноводством (свиньи), и растениеводством (гречка, пшеница, рожь, картофель).
- КСП им. Дзержинского.

## Национальный состав
По переписи 2001 года, 92,9 % населения в качестве родного языка указали украинский; 6,01 % — русский; 1,09 % — белорусский.

## Достопримечательности

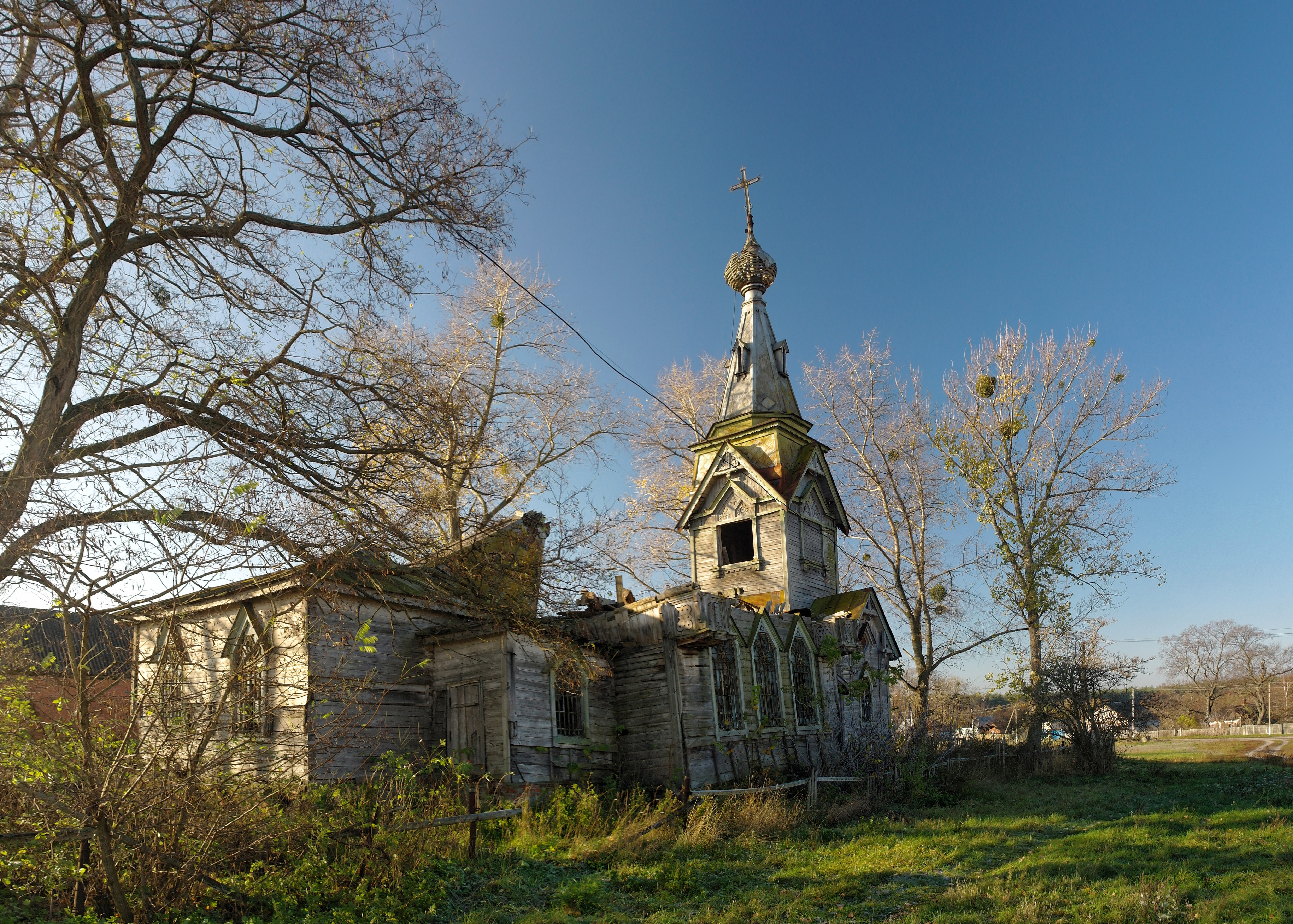
Руины Церкви Великомученицы Параскевы Пятницы

- Церковь Великомученицы Параскевы Пятницы основана 1685 году[6]. В 2015 году церковь была уничтожена пожаром вследствие удара молнии.
- «Бакировский» — гидрологический заказник общегосударственного значения.